# CANT Z.511

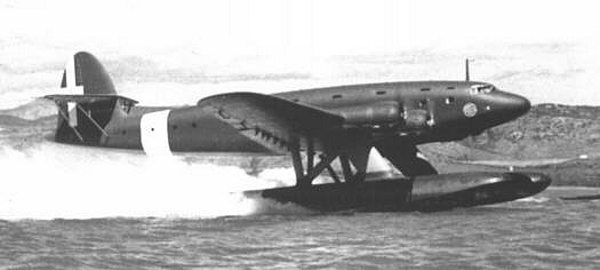

CANT Z.511 là một loại thủy phi cơ tần xa 4 động cơ, do kỹ sư Filippo Zappata của hãng "Cantieri Riuniti dell'Adriatico" (CRDA) thiết kế. Ban đầu nó được thiết kế cho mục đích thương mại trên các tuyến Nam và Trung Đại Tây Dương, sau đó nó được sử dụng cho mục đích vận tải quân sự và máy bay đột kích đặc biệt.

## Tính năng kỹ chiến thuật (Z.511)
Dữ liệu lấy từ Italian Civil & Mil
Đặc tính tổng quan
- Kíp lái: 6
- Sức chứa: 16 hành khách (phiên bản chở khách)
- Chiều dài: 28,5 m (93 ft 6 in)
- Sải cánh: 39,86 m (130 ft 9 in)
- Chiều cao: 11 m (36 ft 1 in)
- Diện tích cánh: 195 m2 (2.100 foot vuông)
- Trọng lượng rỗng: 20.692 kg (45.618 lb)
- Trọng lượng có tải: 34.200 kg (75.398 lb)
- Động cơ: 4 × Piaggio P.XII RC.35 , 1.100 kW (1.500 hp)  mỗi chiếc

Hiệu suất bay
- Vận tốc cực đại: 424 km/h (263 mph; 229 kn)
- Vận tốc hành trình: 330 km/h (205 mph; 178 kn)
- Tầm bay: 4.352 km (2.704 mi; 2.350 nmi)
- Trần bay: 7.550 m (24.770 ft)
- Vận tốc lên cao: 4,16 m/s (819 ft/min)

Vũ khí trang bị

- Súng: * 10 × súng máy Breda-SAFAT 12,7 mm (0,50 in) hoặc pháo Cannone-Mitragliera da 20/77 (Scotti) 20 mm (0,79 in).
- Tên lửa: * 4 × bệ gá cho 4 quả ngư lôi 450 mm (17,717 in) hoặc ngư lôi có người điều khiển Maiale.
- Bom: * Lên tới 4.000 kg (8.800 lb) bom